# 博爾頓 (堪薩斯州)
博爾頓（英語：Bolton）是位於美國堪薩斯州蒙哥馬利縣的一個非建制地區。

## 地理
博爾頓所處的海拔為高於海平面250米（即820英呎），而該地所採用的時區為UTC-6，即北美中部時區（CST）。同時該地設有夏令時間，為UTC-6調快一小時，即UTC-5（CDT）。